# Sendangagung (Giriwoyo)
Sendangagung is een bestuurslaag in het regentschap Wonogiri van de provincie Midden-Java, Indonesië. Sendangagung telt 2072 inwoners (volkstelling 2010).